# Джозеф Нельсон Роуз
Джо́зеф Не́льсон Ро́уз (англ. Joseph Nelson Rose; 11 січня, 1862 — 4 травня 1928) — американський ботанік.

## Біографія
Народився на фермі в графстві Юніон, Індіана. Його батько, Джордж У. Роуз (George W. Rose) був солдатом, і загинув під час громадянської війни у 1863 році, під час облоги Віксбурга. Джозефа вирощувала його мати, Ребекка (Rebecca).
Він закінчив школу у Ліберті, Індіана, і в 1880 році почав навчання у коледжі Вобош, що в Кроуфордсвіллі, Індіана, де й отримав ступені бакалавра (1885 р.) та магістра (1886 р.). В 1886 році він вступає до аспірантури, в цей самий коледж, і навчається під керівництвом професора Джона Мерле Коултера. У 1889 році Роуз отримує ступінь доктора філософії. Між 1887 та 1900 роками Роуз та Коултер публікують велику кількість робіт по зонтичним, в тому числі у 1888 «Перегляд зонтичних Північної Америки» (англ. «Revision of the North American Umbelliferae») та у 1900 «Монографію із зонтичних» (англ. «Monograph of the Umbelliferae»).
У 1888 році Роуз одружився з Лу Беатріс Сімс (англ. Lou Beatrice Sims). В них народилося троє синів (Joseph Sims, Walter, George) та троє дочок (Rebecca, Martha, Deane). Цього ж року він отримав роботу ботаніка в Міністерстві сільського господарства США, де спочатку працював під керівництвом Джордж Весі, але згодом почав самостійну роботу. Його інтереси швидко зосереджуються на колекції сукулентів зібраній Едвардом Палмером.
У 1896 році Роуз стає помічником куратора Смітсонського Інституту. У 1897, разом з Едвардом Палмером, бере участь в експедиції в Центральну Америку. Результати цієї експедиції публікувалися з 1897 по 1911 рік, під назвою «Дослідження рослин Мексики та Центральної Америки» (англ. «Studies of Mexican and Central American Plants»). Починаючи з 1903 року, Роуз був віце-президентом та президентом численних ботанічних та наукових товариств. Під час роботи в Смітсонському Інституті він здійснив дев'ять експедицій в Мексику, з метою вивчення сукулентів. Привезені ним рослини поповнили колекції Смітсонського Інституту та Нью-Йоркського Ботанічного Саду (англ. New York Botanical Garden).
На той час, Роуз та Натаніель Лорд Бріттон (англ. Nathaniel Lord Britton) вважалися найкращими спеціалістами з кактусових. Вони випустили низку спільних робіт. У 1912 році Роуз бере неоплачувану відпустку в Смітсонському інституті, і починає співробітництво з Натаніелем Бріттоном та Вашінгтонським Іститутом Карнегі (англ. Carnegie Institution of Washington) для складання монографії з кактусових. Роуз, Бріттон, та кілька десятків інших ботаніків, відвідали спочатку європейські ботанічні сади та гербарії (1912), потім Вест-Індію (1913), Чилі, Перу і Болівію (1915), Аргентину та Бразилію (1916), Венесуелу і Еквадор (1918). Результатом цієї подорожі стало створення 4-томної монографії «Кактусові» (англ. «The Cactaceae») між 1919 та 1923 роками.

## Вшанування пам'яті
Astroblepus rosei вид сомоподібних родини Astroblepidae був названий на честь Роуза.  
У 1890 році ботанік Серено Вотсон опублікував Rhodosciadium, рід покритонасінних з Мексики та Гватемали, що належить до сімейства Apiaceae та названий на честь Роуза.